# Колесник, Феодосий Дмитриевич
Феодосий Дмитриевич Колесник (род. 8 сентября 1914, село Владимировка Подольской губернии, теперь Ильинецкого района Винницкой области — 7 мая 2003, Киев) — украинский советский хозяйственный деятель, депутат Верховного Совета УССР 6-10-го созыва. Кандидат в члены ЦК КПУ в 1966—1986 г.

## Биография
Трудовую деятельность начал в 1932 году инструктором сахаросекции Винницкого облпотребсоюза, впоследствии заведовал организационным отделом Вороновицком райпотребсоюза Винницкой области.
В 1936—1939 г. — служил в Красной армии, затем учился на курсах председателей райпотребсоюзов в Одессе.
В 1939—1941 г. — секретарь районного комитета ЛКСМУ Винницкой области, помощник секретаря Вороновицкого районного комитета КП(б)У Винницкой области.
В 1940 году вступил в ВКП(б).
В 1941—1946 г. — в Красной армии, участник Великой Отечественной войны. Был командиром взвода разведки на Южном фронте, командиром батареи на Северо-Западном, Брянском, Степном и 2-м Украинском фронтах.
В 1946—1948 г. — инструктор, заместитель заведующего отделом Винницкого областного комитета КП(б)У.
С 1948 г. — председатель правления Винницкого облпотребсоюза.
Окончил курсы руководящих работников при Высшей кооперативной школе Центросоюза в Москве. Окончил трехлетнюю Республиканскую партийную школу при ЦК КПУ.
В 1954—1956 г. — заместитель председателя правления Укоопсоюза. В 1956—1964 г. — 1-й заместитель председателя правления Укоопсоюза.
В марте 1964 — июле 1981 г. — председатель правления Союза потребительских обществ Украинской ССР (Укоопсоюза).
Умер в г. Киеве 7 мая 2003 года. Похоронен на Байковом кладбище.

## Звания
- капитан
- майор

## Награды
- орден Ленина
- орден Красного Знамени
- орден Трудового Красного Знамени
- два ордена Красной Звезды (1943, 1944)
- орден Знак Почёта
- медали